# Tiruvannamalai
Tiruvannamalai (tamoul : திருவண்ணாமலை) est une ville du Tamil Nadu, région du Sud de l'Inde. Elle est faiblement peuplée. La ville est le centre religieux du Tamil Nadu, siège du Shivaïsme tamoul.

## Géographie

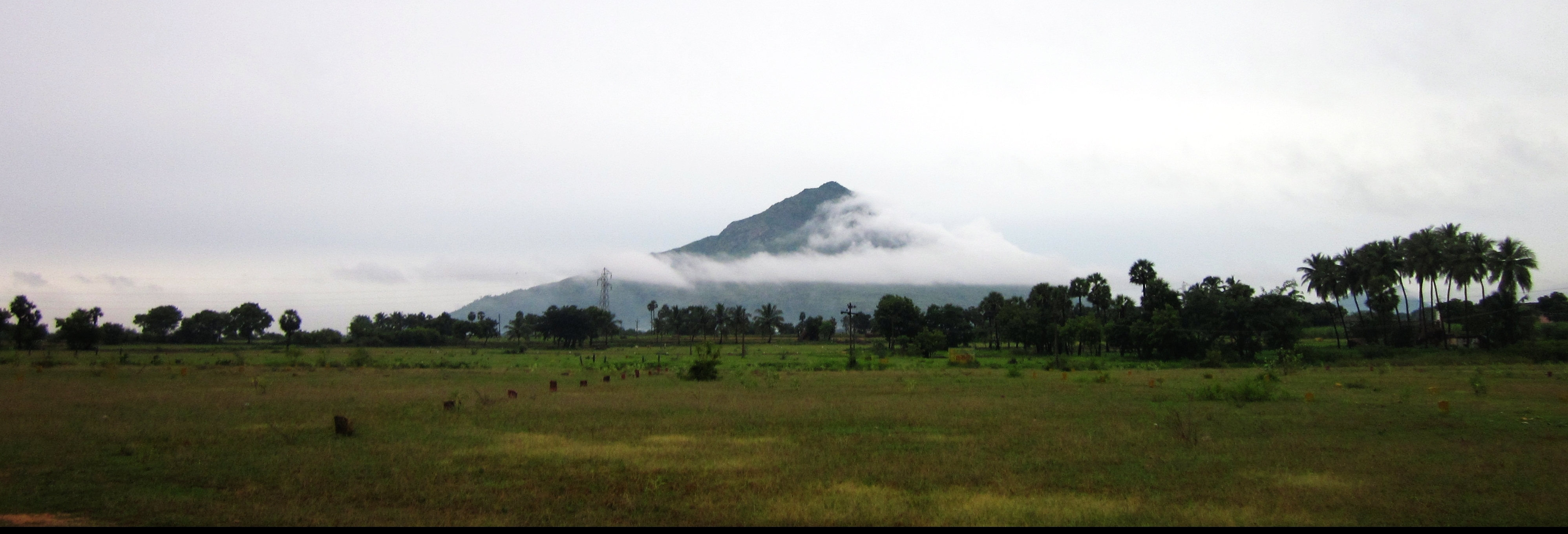
Colinnes d'Annamalai.

La population de Tiruvannamalai est de 144 683 habitants (en 2011).
Tiruvannamalai est située à 185 km de Chennai, à 210 km de Bangalore et à l'est des Ghats orientaux. 
La hauteur des collines d'Annamalai est d'environ 814 m.

## Histoire
La ville est célèbre grâce au temple Annamalaiyar dédié au dieu Shiva, la colline Arunachala qui est un lieu saint et l'ashram de Ramana Maharshi, considéré comme l'un des plus grands sages traditionnels de l'Inde du XXe siècle.